# Wazzabi
Wazzabi er et dansk gruppe der blev grundlagt i New York i 2005 af produceren og guitaristen Thor Madsen og trommeslageren Anders Hentze. Gruppen fungerer  som et musikalsk kollektiv på tværs af genrer, kunstarter og kontinenter med  en lille besætning, med gæster på scene og i studie, og live visuals af VJ'en Anders Krøyer. Blandt Wazzabis gæster har været Shaka Loveless, DJ Noize + Track72 og Camille Jones.

## Diskografi

### Albums
- A Bigger Form (EP) (2008)
- Wazzabining (2010)

### Singler
- Come Along (2009)